# Juzgado de Gallura
Gallura era uno de los cuatro juzgados en que estaba dividida la isla de Cerdeña hacia el año 1000. Existió desde el siglo IX y hasta el 1287.
Surgieron de las antiguas divisiones bizantinas. Cuando los bizantinos abandonaron la isla hacia la segunda mitad del siglo IX, los gobernantes locales lograron el poder soberano. Los gobernantes de los siglos IX, X y XI no han quedado registrados. Las informaciones sobre los primeros jueces son poco precisas. G.B. Fara en su obra "De rebus sardos" (Turín 1835) menciona como primer juez a un Manfredi, que aún vive el 1050, que fue sucedido por un Bald o Ubald, muerto antes del 1065 y un Constantino I (que vivía en 1073) y es identificado con dicho Juez en una carta del papa Gregorio VII fechada en 1074. Actualmente se piensa que los dos primeros eran gobernadores pisanos, y Constantino sería miembro de la familia de los Gherardesca. La leyenda se refiere a Constantino, el padre de Francesca, llamada "Chica", que se casó con Arrigo, señor de Cinarca en Córcega (vivía hacia el 1112). Los pisanos fueron expulsados a finales del siglo XI o comienzos del siglo XII y una dinastía local tomó el poder, supuestamente con Torxitori I de Zori hacia el 1100.
Saltar de Lacon-Zori, su hijo, fue supuestamente depuesto por Itocor de Gunale que al cabo de unos tres años fue expulsado y volvió la rama legítima con Constantino II Spanu de Gallura y su hijo Comit Spanu hasta hacia el 1146. Entonces el poder volvió a la rama de Itocor con Constantino III de Lacon y Barisó I de Lacon hasta la muerte de éste en 1203.
Su hija Elena de Lacon heredó el juzgado y el 1207 se casó con el patricio pisà Lambert Visconti de Gallura que fue proclamado juez. Fue expulsado el 1209 por Comit de Torres pero finalmente se hizo la paz y el 1210 volvía a ser juez. Lambert Visconti de Gallura se casó con la heredera de Cagliari, prisionera de su hermano Ubald Visconti, y dominó los dos jutjhats hasta su muerte el 1225 o 1226. Lo sucedió su hijo Ubald Y Visconti de Gallura (1225-1238) que a la muerte de su tío Ubald Visconti, que ejercía el poder real a Cagliari (aunque los gobernados eran los maridos de la juez) invadió el juzgado para asegurarse de su control, pero fue expulsado el 1232 por Gherardesca, fieles a la juez ya su hijo. El 1238 adquirió el Juzgado de Torres por matrimonio pero a su muerte el 1238 este juzgado fue dado por el emperador a su hijo bastardo Enzo de Hohenstaufen con el título de rey de Cerdeña. El sucedió a Gallura su hijo Juan I Visconti de Gallura (1238-1275) que participó en las luchas en Italia y se retiró a Pisa el 1275 donde murió. Fue entonces proclamado su hijo Huguet Visconti de Gallura (conocido por Nino) pero el común de Pisa quiso anexionó el juzgado. Merces a la influencia de los Gherardesca, y sobre todo su abuelo Huguet (Ugolino) no lo consiguió. Ugolino tuvo el poder en Pisa después de la derrota naval pisana de Melo el 1284 ante los genoveses, con un programa reformista, pero fue derribado por los conservadores, encarcelado y muerte. Falto del apoyo del abuelo, Huguet fue depuesto en 1287 (y murió de hambre en la cárcel en 1288) y el juzgado anexionado a Pisa, en manos de la que permanecerá hasta la conquista aragonesa del 1323 - 1324.
Nino tuvo una hija llamada Juana, muerta el 1339 , que reclamó los feudos paternos y dejó como herederos los Visconti de Milán, pero más tarde los derechos, puramente nominales, fueron legados a la corona de Aragón por el duque de Milán.

## Lista de jueces de Gallura

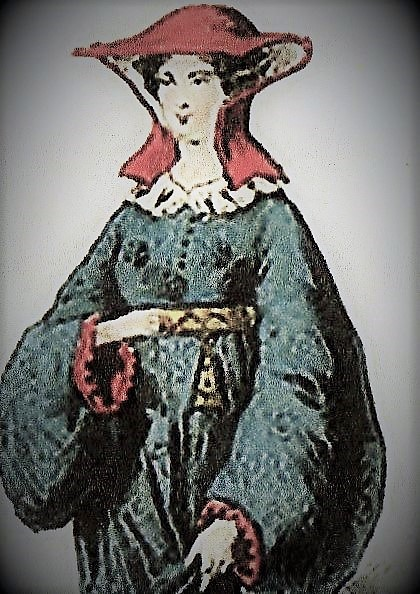
Elena de Lacon

Los jueces de Gallura fueron los soberanos del Juzgado de Gallura en Cedeña.
- Torxitori I de Zori hacia 1100
- Saltar de Lacon-Zori ?-1113
- Itocor de Gunale 1113-1116
- Constantí II Spanu de Gallura 1116-hacia 1133
- Comit Spanu vers 1133-1146
- Constantí III de Lacon 1146-hacia 1170
- Barisó I de Lacon hacia 1170-1203
- Elena de Lacon 1203-1207
- Lambert Visconti de Gallura 1207-1209
- Comit de Torres 1209-1210
- Lambert Visconti de Gallura (segunda vez) 1210-1225 (de Càller 1220-1225)
- Ubald I Visconti de Gallura 1225-1238 (regente de Càller 1231-1232, juez consorte de Torres 1236-1238)
- Joan I Visconti de Gallura 1238-1275
- Huguet Visconti de Gallura 1275-1287
- Pasa a la República de Pisa 1287-1323
- Conquista aragonesa 1323-1324, pasa a la Corona de Aragón.